# 1961年半屏山崩塌

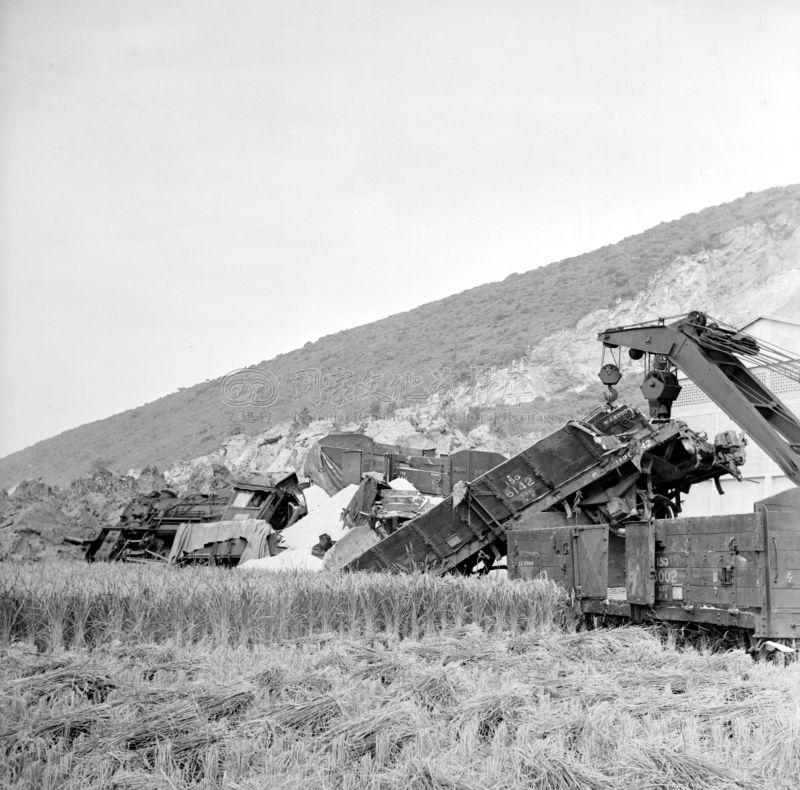
半屏山崩塌事件

半屏山崩塌事件發生於1961年6月4日的台灣高雄市，導致死傷、失蹤超過70人，並使鐵路交通與電力等設施受損。

## 事件發生與受災情況
1961年6月4日晚間9時12分，位屬高雄市楠梓區的半屏山北面山麓崩陷。導致工人與金田的社區被泥土覆蓋，50多人受困其中。同時，東南水泥廠房與台電變電所、電線也受到損害，使電力與電話受阻。另一方面，山崩泥土擊中一列貨運火車，導致司爐身亡，而縱貫鐵路也受損並中斷運輸。台鐵的損失估計有1千多萬。鄰近的曹公圳水路也遭山崩掩埋。
到6月10日為止，傷亡方面總計已知有19人死亡、26人失蹤、26人受傷。

## 事後調查
中華民國經濟部與臺灣省中央地質調查所調查後認為人為因素較多，因開採半屏山石灰方式不慎（由山腳開挖）最終導致山頂崩塌。